# Hamnen
Hamnen är en sjö i Gävle kommun i Gästrikland och ingår i Skärjån-Hamrångeåns kustomåde. Hamnen ligger i Axmar-Gåsholma Natura 2000-område.